# Star City, West Virginia
Star City är en ort i Monongalia County i delstaten West Virginia, USA.